# Reprezentacja Francji na Mistrzostwach Europy w Wioślarstwie 2007
Reprezentacja Francji na Mistrzostwach Europy w Wioślarstwie 2007 liczyła 16 sportowców. Najlepszymi wynikami było 4. miejsce w dwójce bez sternika kobiet i dwójce podwójnej mężczyzn.

## Medale

### Złote medale
Brak

### Srebrne medale
Brak

### Brązowe medale
Brak

## Wyniki

### Konkurencje mężczyzn
- jedynka (M1x): Daniel Blin – 12. miejsce
- dwójka podwójna wagi lekkiej (LM2x): Brice Menet, Pierre-Etienne Pollez – 4. miejsce
- czwórka podwójna (M4x): Benjamin Chabanet, Jean-Marie Imbert, Michael Molina, Gaetan Delhon – 7. miejsce
- czwórka bez sternika wagi lekkiej (LM4-): Philippe De Wilde, Damien Margat, Vincent Faucheux, Guillaume Raineau – 7. miejsce

### Konkurencje kobiet
- jedynka (W1x): Roxane Gabriel – 12. miejsce
- dwójka bez sternika (W2-): Joannie Laffez, Elodie Rubaud – 4. miejsce
- dwójka podwójna wagi lekkiej (LW2x): Anne Touminet, Coralie Simon – 8. miejsce